# Sewall's Point
Sewall's Point – miasto w Stanach Zjednoczonych, w stanie Floryda, w hrabstwie Martin.

## Nazwa
Nazwa przylądka nadał Henry Sewall, który przybył w to miejsce w 1889 roku, a nazwa oznaczała pierwotnie: przylądek należący do Henry'ego Sewalla. Współczesny, miejski charakter otrzymało po petycji stowarzyszenia zabudowy z 12 czerwca 1957 roku.